# Дехкан
Дехка́н (каз. Диқан) — село у складі Жуалинського району Жамбильської області Казахстану. Входить до складу Аксайського сільського округу.
У радянські часи село називалось Дікан.
Населення — 839 осіб (2021; 841 у 2009, 780 у 1999, 719 у 1989).